# 汪士侃
汪士侃（1774年—1854年），字晋之，号写阮，江苏金匮人（现无锡），清朝政治人物。

## 生平
清朝嘉庆十四年（1809年，己巳年）恩科进士。曾到四川雙流縣出任縣令，嘉庆十六年，重修当地的蒋公旧治坊；嘉靖十九年（1814年），重修柳南桥。同年著有《雙流縣志》，后担任工部员外郎。現存《雙流縣志》有手抄本及影印本兩個版本。